# 布斯蒂
布斯蒂（英語：Busti）是位于美国纽约州肖托夸县的一个镇，地处肖托夸县南部、詹姆斯敦西南，北靠肖托夸湖，建于1823年。2010年美国人口普查时，该镇有7351人。其名称来源于荷兰土地公司官员保罗·布斯蒂。